# Waldsiedlung

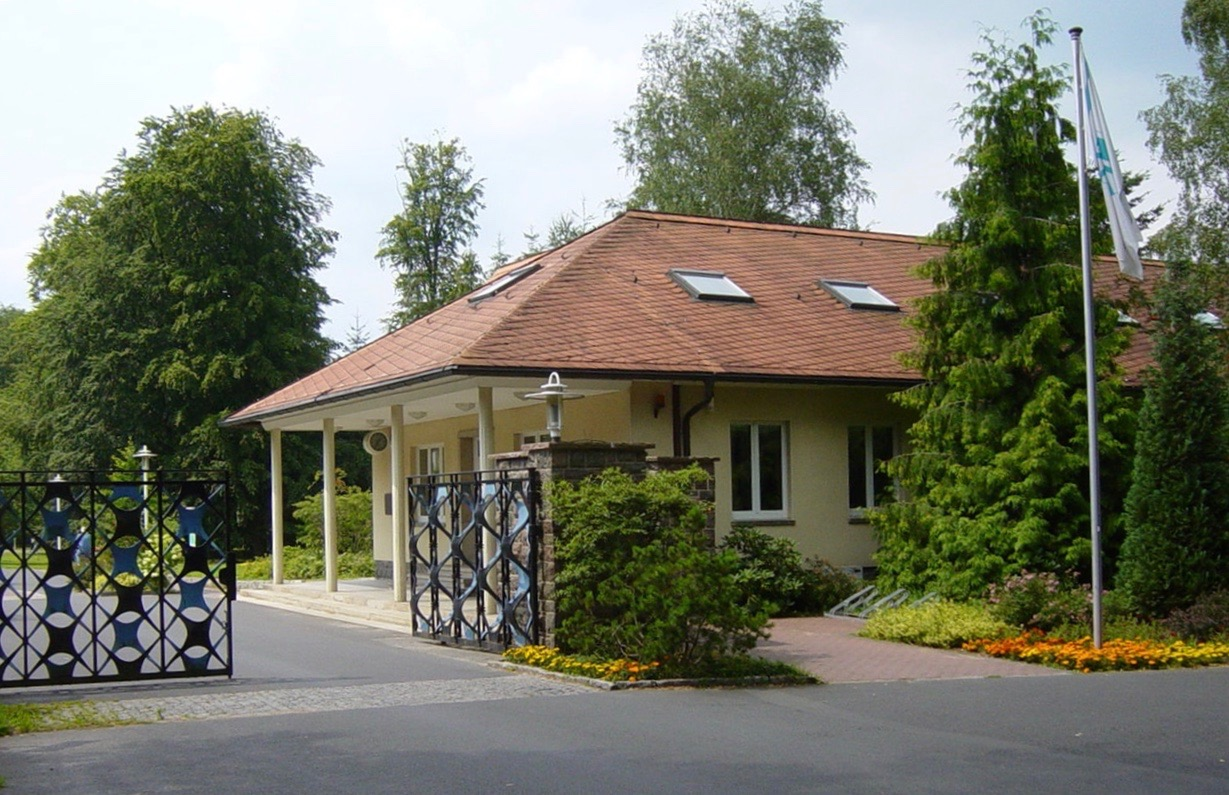
Den tidigare huvudinfarten till Waldsiedlung 2004.

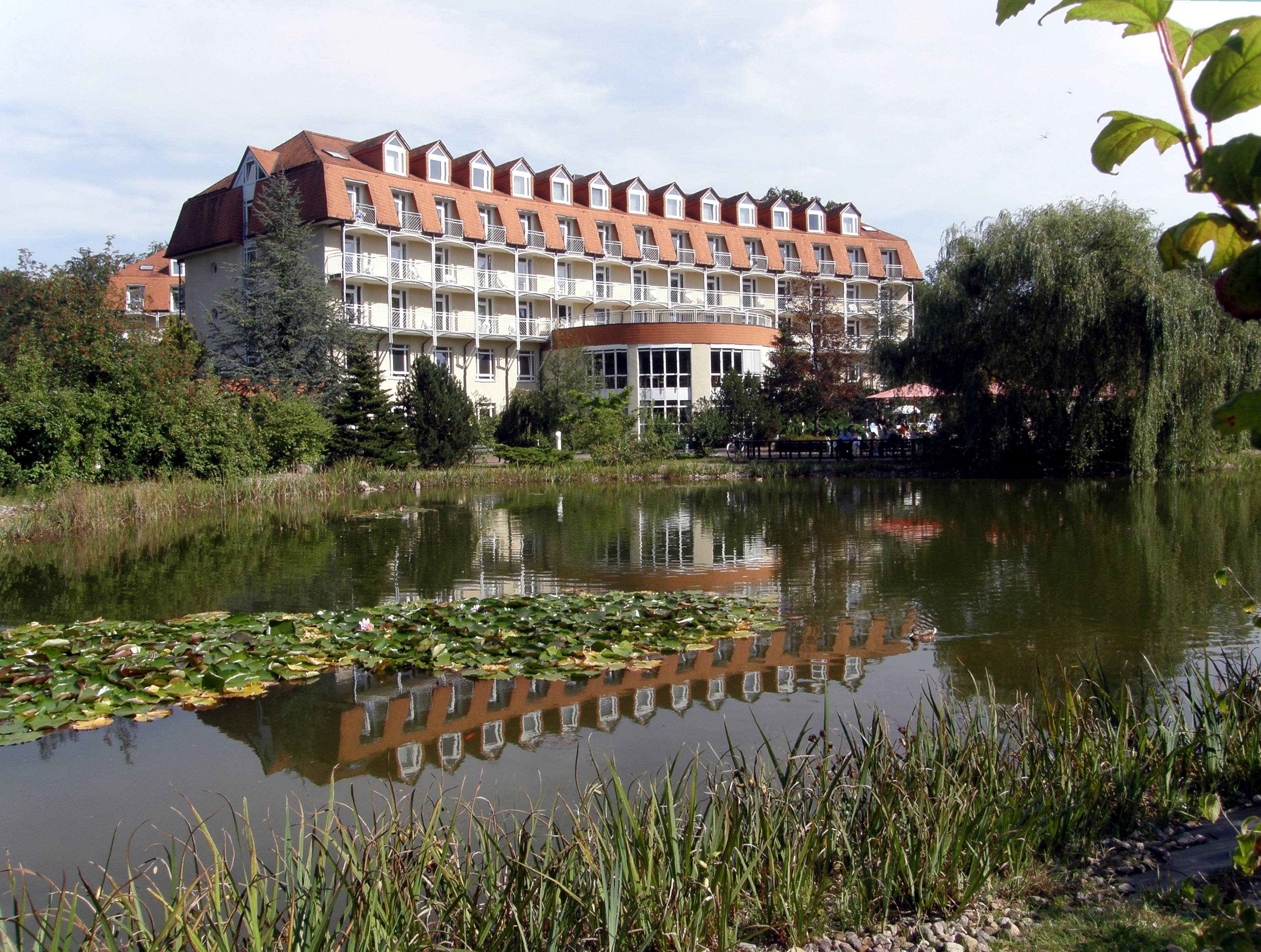
Brandenburg-kliniken

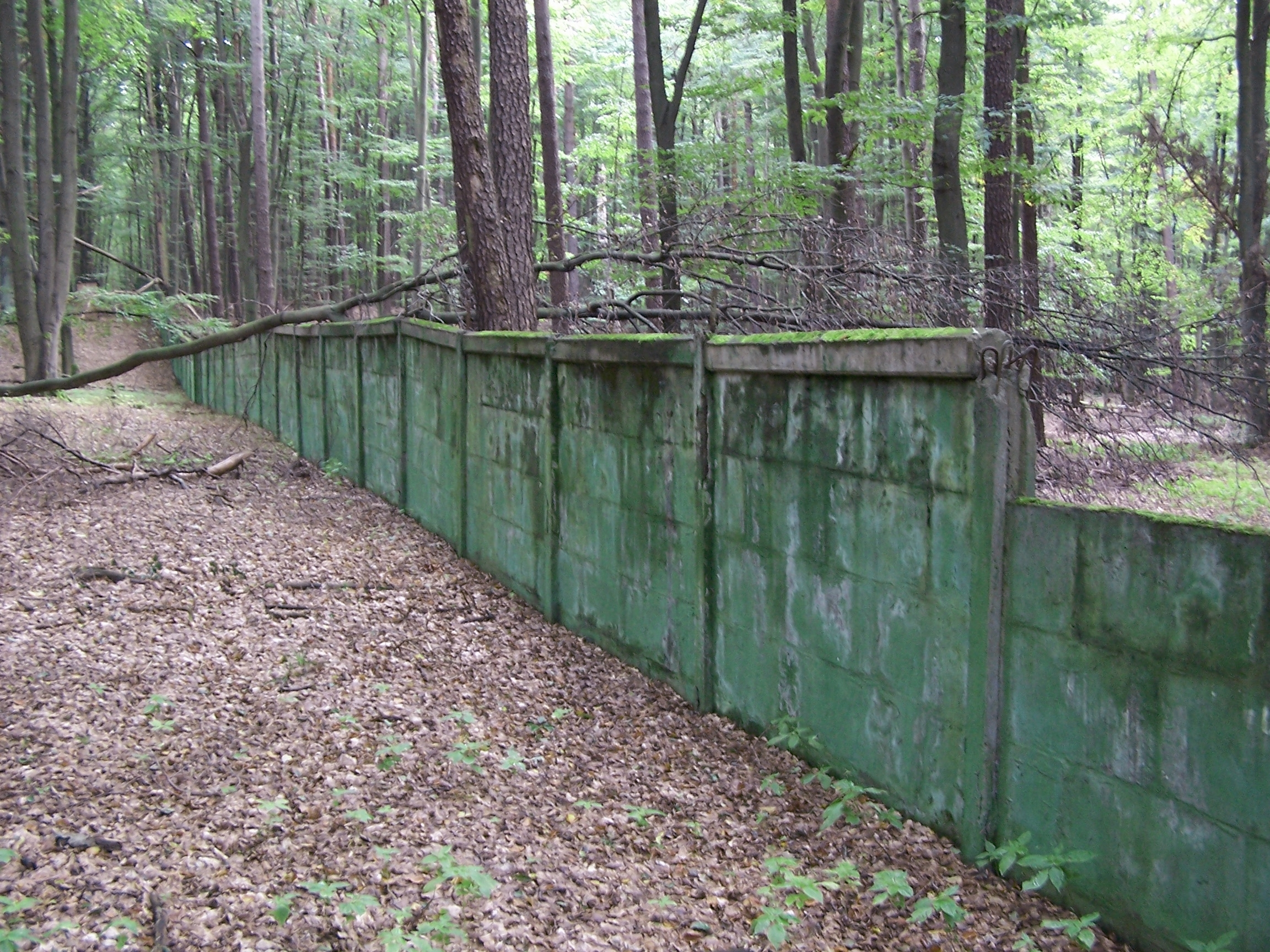
Den inre skyddsmuren idag.

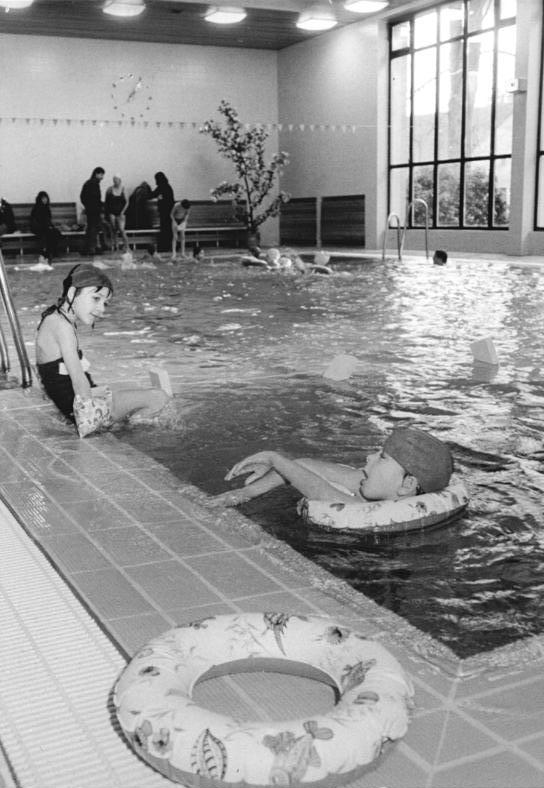
Swimmingpoolen 1990.

Waldsiedlung är ett tidigare exklusivt inhägnat och bevakat bostadsområde för medlemmarna i DDR:s högsta partikretsar.  

## Området
Waldsiedlung utgör en stadsdel i utkanten av Bernau bei Berlin cirka 20 km nordost om Berlin. Området kallas ibland Waldsiedlung Wandlitz efter den närbelägna orten Wandlitz, som dock ligger i en annan kommun. Det uppfördes på 1950-talet som ett skyddat boende eftersom den tidigare elitzonen i Pankow ansågs för tillgänglig för allmänheten och därmed för osäker. I Waldsiedlung bodde de höga partifunktionärerna inom Tysklands socialistiska enhetsparti (SED) fram till murens fall 1989. Idag används området främst av flera vårdinrättningar, bland annat rehabiliteringsverksamhet, en neurologisk klinik och en barnklinik samt två äldreboenden. I juni 2017 placerade delstatsregeringen i Brandenburg de historiska byggnaderna i Waldsiedlung under monumentskydd. Från och med 2021 är turer till Waldsiedlung tillåtna för alla som vill se sig omkring i området.

## Skyddsobjekt
Waldsiedliung var ett skyddsobjekt med täcknamnet "viltforskningsområde". Det var omgivet av en maskerad spärrzon. Innanför denna fanns en fem kilometer lång grön mur. Området bevakades av Wachregiment Feliks Dzierzynski genom fyra vakttorn och 29 andra postställen. Stasi och Volkspolizeis personskyddsavdelning var även verksam inom området. Tjänstgöringen betraktades som militäroperativ skyddstjänst. Bostäder, förläggningar, kök, matsal och marketenteri för bevaknings- och servicepersonalen fanns inom området liksom verkstäder, garage och två ABC-säkra skyddsrum.

## "Volvograd"
Waldsiedlung fick smeknamnet Volvograd under 1980-talet då man började använda Volvo-limousiner för DDR-topparna, en ordlek med namnet Volvo och "grad" vilket på flera slaviska språk betyder stad eller borg, samt en lek med ortnamnet Volgograd (en stad i dåvarande Sovjetunionen). I förmånerna av att tillhöra SED:s toppskikt brukade det ingå en tjänstebil av märket Volvo 264TE varför stadsdelen av de kringboende skämtsamt kallades för just "Volvograd".  Volvo var annars en bil som var helt ouppnåelig för vanliga invånare i DDR som efter årslånga väntetider fick hålla tillgodo med en enkel Trabant. Inom området fanns hälsocentral, trädgårdsmästeri, swimmingpool och en rikligt försedd dagligvarubutik där även västeuropeiska livsmedel och viner kunde köpas för inhemsk valuta. Västerländska och andra eftertraktade varor kunde även beställas genom ett särskilt postordersystem. En servicepersonal på över 60 hembiträden och städerskor skötte hushållsarbetet för eliten.

## Kända invånare
- Otto Grotewohl
- Walter Ulbricht
- Erich Honecker
- Margot Honecker
- Willi Stoph
- Egon Krenz
- Erich Mielke